# Zygophyllum sulcatum
Zygophyllum sulcatum är en pockenholtsväxtart som beskrevs av Van Huysst.. Zygophyllum sulcatum ingår i släktet Zygophyllum och familjen pockenholtsväxter. Inga underarter finns listade i Catalogue of Life.